# Дарувар
Да́рувар (хорв. Daruvar, нім. Daruwar, угор. Daruvár, лат. Aqua Balissae) — місто на північному заході Хорватії, у західній Славонії. Курорт з термальними водами. Друге за величиною місто в Беловарсько-Білогорській жупанії. Населення — 9815 осіб у самому місті та 13243 людини по всій громаді (2001). Дарувар — домівка найбільшої чеської громади Хорватії.

## Загальні відомості
Дарувар розташований біля підніжжя горбистої гряди Папук на берегах річки Топлиця (басейн Сави) за 50 км на південний схід від Беловара. За 30 км на захід від Дарувара лежить місто Гарешниця, за 50 км на північ — Вировитиця, за 20 км на південь — Пакрац, за 45 км на схід — Слатина, а за 50 км на північний захід — Кутина.
Через місто проходить автотраса Будапешт-Вировитиця-Баня-Лука. Інші шосе ведуть у Кутину і Слатину. У місті є залізнична станція.
Дарувар — курортне місто, відоме своїми мінеральними джерелами. Для лікування використовується тепла мінеральна вода (46 °C), а також лікувальні грязі.

## Історія
Тутешні археологічні знахідки (кам'яні сокири) можна віднести до кам'яної доби. Поселення на місці сучасного Дарувара з'явилося в 4 столітті до нашої ери, коли біля теплих геотермальних джерел у нинішній долині Дарувара з'явилися перші організовані житла. Кельтсько-паннонські племена, які жили тут і були знайомі з водними процедурами на користь здоров'ю, звалися Iassi (що означало цілителі) за визначенням як давньогрецьких, так і римських письменників.
У складі Римської імперії місцеві кельти користувалися автономією, їх столицею стало місто Аква Балісе (Aqua Balissae), розташоване на місці сучасного Дарувара. Місто і гарячі джерела поруч з ним неодноразово відвідували імператори.
У VII ст. цей обшир заселили слов'яни. Місто аж до XVIII ст. було відоме під різними іменами — Подборє, Топліце, Доброкуче.
У 1543 р. місто загарбали турки і перетворили на турецьке укріплення на кордоні з імперією Габсбургів. У 1699 р. турків було вигнано австрійською армією.
У 1771 р. Подборє і околиці стали власністю князя Антуна Янковича. Він перейменував Подборє на Дарувар (від угорського «daru» — журавель і «var(os)» — город, місто) та посилено зайнявся створенням навколо цілющих джерел курортної інфраструктури.
У 1837 р. Дарувар отримав статус вільного королівського міста.
Перед війною за незалежність Хорватії муніципалітет Дарувар населяли здебільшого хорвати. Під час війни за незалежність Хорватії місто на короткий час захопили бойовики з сербської Автономної області Західної Славонії. Протягом війни в околицях міста точилися бої, які заподіяли Дарувару істотного збитку. Після закінчення війни зруйновані будівлі було відновлено.

## Демографія

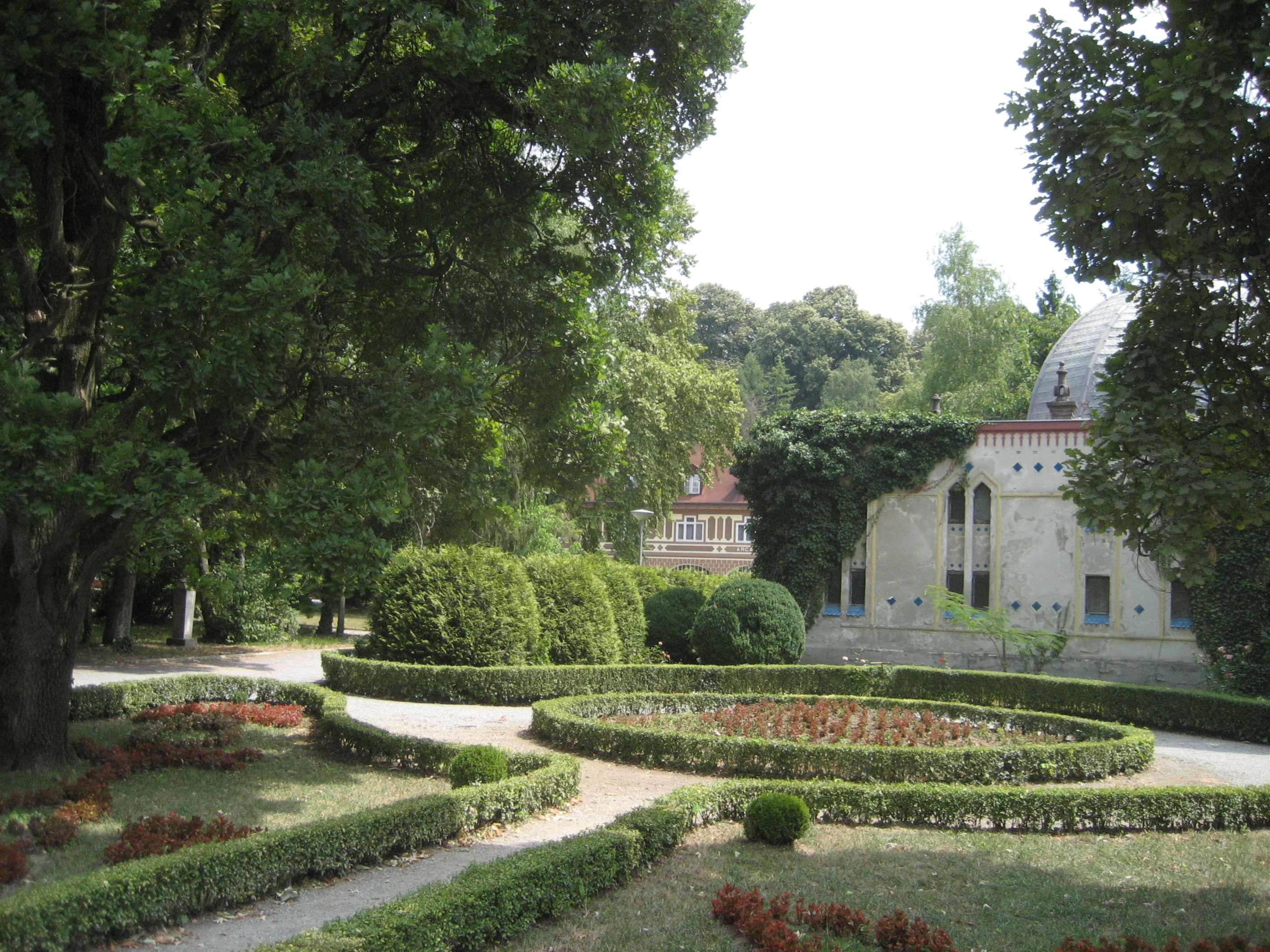
Парк «Даруварске Топліце»

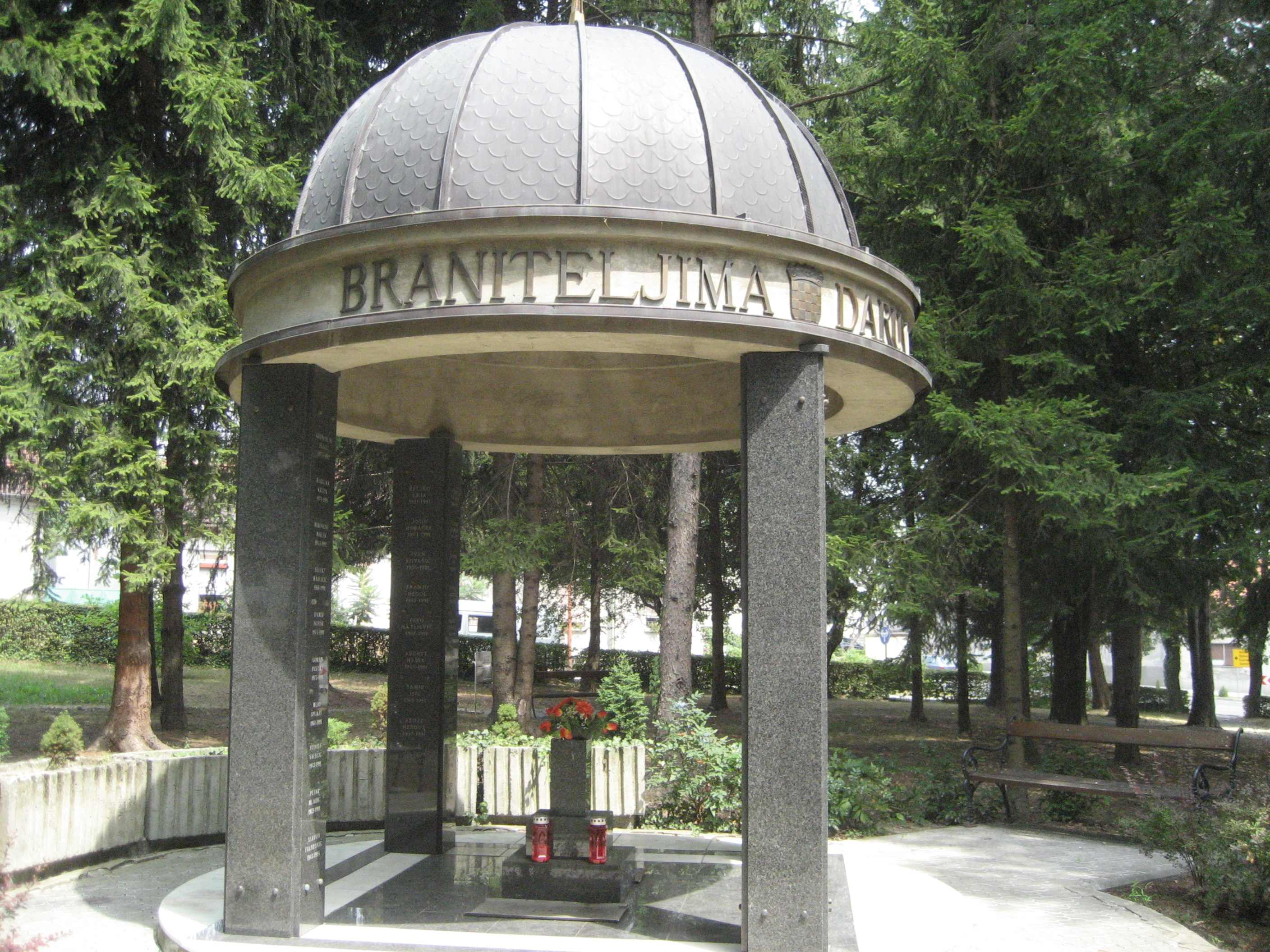
Пам'ятник захисникам міста у війні за незалежність

У зв'язку з тим, що більша частина хорватського населення, яке становило переважну більшість населення міста до турецької навали, втекла від турків, демографічна картина краю після визволення від Османської імперії вирізнялася великою строкатістю. На спорожнілі землі крім хорватів, що повернулися, австрійський уряд прикликав чималу кількість колоністів різних національностей: німців, чехів, угорців, італійців.
Примітною особливістю став великий відсоток чеського населення в Даруварі та околицях. Чеською мовою видаються газети, ведеться викладання в школах. У кількох населених пунктах поблизу Дарувара чеську визнано другою офіційною мовою.
За даними перепису населення в 2001 році, хорвати становлять 58 % населення, 19 % — чехи, 14 % — серби, більш ніж 1 % — угорці.
За даними перепису 2011 року населення громади Дарувар становило 11 633 осіб, 1 з яких назвала рідною українську мову. Населення самого міста становило 8 567 осіб.
Динаміка чисельності населення громади:
Динаміка чисельності населення міста:

## Населені пункти
Крім Дарувара, до громади також входять:
- Даруварські Виногради
- Доляни
- Доній Дарувар
- Горній Дарувар
- Липоваць-Маюр
- Людевит-Село
- Марковаць
- Врбоваць

## Економіка
Основою економіки міста є туризм, санаторно-курортне обслуговування, а також виноробство, харчова промисловість. У місті є металообробний завод і фабрика з виробництва скловиробів. Чеська діаспора історично розвивала пивоварство, донині в місті виготовляється пиво марки «Старо Ческо».

## Визначні місця
- Мінеральні джерела. Санаторії на джерелах приваблюють безліч курортників.
- Церква св. Трійці. Побудована в 1764 році.
- Сербська православна церква (XVII століття)
- Замок князя Янковича. Побудований в 1777 році.

## Відомі люди
- Давид Франкфуртер (1909—1982), відомий своїм вбивством 1936 р. нацистського лідера Вільгельма Ґустлоффа.